# NGC 7793
NGC 7793 é uma galáxia espiral (Scd) localizada na direcção da constelação de Sculptor. Possui uma declinação de -32° 35' 30" e uma ascensão recta de 23 horas, 57 minutos e 49,2 segundos.
A galáxia NGC 7793 foi descoberta em 14 de Julho de 1826 por James Dunlop.